# Miloslav Kročil
Miloslav „Miloš“ Kročil (3. listopadu 1941 Vyškovec – 28. října 2014 Uherské Hradiště) byl český převážně divadelní herec, recitátor, vysokoškolský pedagog, dlouholetý člen souboru Městského divadla Brno.

## Profesní kariéra
V roce 1965 vystudoval činoherní herectví na Janáčkově akademii múzických umění v Brně. Po absolutoriu nastoupil do brněnského Divadla bratří Mrštíků (později Městské divadlo Brno), v jehož souboru zůstal až do svého penzionování roku 2010 (i poté však hostoval v některých představeních). V 70. a 80. letech patřil mezi nejobsazovanější herce tohoto divadla a celkem na jeho prknech odehrál asi 150 rolí. Od roku 1995 působil jako umělecký šéf souboru a v letech 1998 až 2004 zastával funkci zástupce uměleckého ředitele.
Příležitostně hrál v televizních filmech, ale objevil se rovněž v seriálech Návštěvníci, Četnické humoresky nebo Stopy zločinu. Účinkoval také v rozhlase.
Zabýval se formami divadla poezie a přednesem. Za scénář Nejste vy Neruda? uvedený na Malé scéně Mahenova divadla získal v roce 1994 Cenu diváka. Za celoživotní recitátorskou činnost obdržel v roce 2001 Křišťálovou poděbradskou růži.
V letech 1978 až 2008 působil jako pedagog na JAMU, kde vyučoval Techniku jevištní mluvy, Umělecký přednes a Teorii verše a jeho interpretace. V letech 1990 byl jmenován docentem. Věnoval se také publikační činnosti, vydal knihy Umění vyprávět a Na počátku bylo slovo.